# پدرو لیما
پدرو لیما (انگلیسی: Pedro Lima؛ زادهٔ ۱ ژوئیهٔ ۲۰۰۶) بازیکن فوتبال اهل برزیل است که در حال حاضر برای باشگاه ورزشی اسپورت رسیفی بازی می‌کند. 
وی همچنین در تیم ملی فوتبال زیر ۱۷ سال برزیل بازی کرده است.